# 四冠馬
四冠馬（よんかんば、Quadruple Crown）とは、競馬において一定の条件を満たす4つの競走に優勝した競走馬のことである。定義は国によりさまざまであるが、三冠馬がクラシック競走に加え古馬が相手になる大レースを制した際、牝馬がクラシック競走を4勝した場合などに俗称として呼ばれることがある。

## 日本

### 中央競馬
クラシック三冠と3歳時の有馬記念を全て制すると3歳四冠と表現される。過去にシンボリルドルフ（1984年）・ナリタブライアン（1994年）・オルフェーヴル（2011年）が達成。
詳細は八大競走#完全制覇・記録を参照。

### 南関東公営競馬
南関東公営競馬では、2001年に「南関東三冠」（羽田盃・東京王冠賞・東京ダービー）とジャパンダートダービーを制したトーシンブリザードが「四冠」と俗称される。

### 岩手競馬
- 阿久利黒賞
- ダイヤモンドカップ
- 不来方賞
- ダービーグランプリ

2007年に体系化された岩手三冠を制したセイントセーリングが馬インフルエンザの影響で地元馬限定競走となったダービーグランプリに四冠をかけて挑戦したが、同厩舎のハルサンヒコの2着に敗れ四冠達成とはならなかった。

## アメリカ
三冠＋3歳限定戦であるトラヴァーズステークス
この4競走を制するとアメリカではスーパーフェクタと呼ばれる
- ワーラウェイ（1942年）

## アルゼンチン
三冠 + 古馬が相手となるカルロスペレグリーニ大賞
- Pippermint（1902年アルゼンチン三冠 + カルロスペレグリーニ大賞）
- Old Man（同1893年）
- Botafogo（同1917年）
- Rico（同1922年）
- Mineral（同1931年）
- La Mission（1940年アルゼンチン牝馬三冠 + カルロスペレグリーニ大賞）
- Yatasto（1951年アルゼンチン三冠 + カルロスペレグリーニ大賞）
- Manantial（同1958年）
- Forli（同1966年）
- Telescopico（同1978年）

## ウルグアイ
三冠 + 古馬が相手となるホセ・ペドロ・ラミレス大賞
- Sisley（1923年ウルグアイ三冠 + ホセ・ペドロ・ラミレス大賞）
- Romantico（同1938年）
- Bizancio（同1951年）
- Amodeo（同1988年）

## 牝馬によるクラシック4勝
クラシック競走、またはそれに相当する5競走のうち、4つを制した牝馬。
原理上は完全制覇となる五冠も可能だが、少なくとも主要な競馬開催国、および先進国においては達成されていない。最も近づいたのは1902年にイギリスのクラシックに参戦したセプター（ダービーのみ4着）である。イギリスでは、この馬以外にクラシック全出走を果たした馬はいない。
なお、英語圏でセプターについて言及される際にQuadruple Crownと言った表現が使われることが全く無いわけではないが稀で、クラシック4勝馬と呼ばれることが多い。また、フォルモサは同着の2000ギニーで決勝戦を辞退したため、単なる牝馬三冠馬として扱われる場合が殆どである。
また、スウェーデンのロスアードは、デンマークの四冠に加えてスウェーデンの二冠を達成しており（デニッシュ2000ギニーは不出走、ほかにスヴェンスクセントレジャーに出走したが敗北）、完全制覇ではないものの、合計でクラシック六冠にまで届いている。
- フォルモサ（1868年イギリス牝馬三冠 + 2000ギニー）
- セプター（1902年イギリス牝馬三冠 + 2000ギニー）
- ロスアード（1983年デンマーク牝馬三冠 + デニッシュダービー）ただしスヴェンスクダービーとスヴェンスクオークスも制している
- ダンススマートリー（1991年カナダ三冠 + カナディアンオークス）